# Reise, Reise
Reise, Reise (resa, resa alternativt res dig upp på svenska) är Rammsteins fjärde studioalbum, utgivet i september 2004. Albumet är producerat av Jacob Hellner och Rammstein själva och spelades in i El Cortijo Studios i Spanien.
Albumets titel har en tvetydig innebörd. Reise med inledande versal är ett substantiv som betyder resa, men Reise, Reise är också de första orden i sjömansramsan "Reise, Reise aufstehen! Kommt hoch nach alter Seemannsart!", då med betydelsen res dig upp. Enligt rykten var det från början tänkt att Yulya Volkova från Tatu skulle ha varit med i låten "Moskau", men istället blev valet Viktoria Fersh. Låten hade även alternativa textrader när den spelades live, jämfört med versionen som finns med på detta album. Låten "Dalai Lama" är en variant av Johann Wolfgang von Goethes dikt Erlkönig.
Bandet blev stämda på grund av deras sång "Mein Teil". Armin Meiwes, den tyska kannibalen som låten handlar om, ansåg att låten var för starkt kopplad till honom och lämnade därför in en stämningsansökan mot bandet. Richard Z. Kruspe förklarade i december 2004 varifrån bandet hade fått inspiration till låten:
| ”                   | Jag var mycket intresserad av att veta varför han skulle vilja döda en man och äta honom. Det jag listade ut genom research var att Meiwes mor förstörde alla hans barndomsrelationer. Så han kände att om han gjorde detta skulle hans offer stanna hos honom för alltid. Det var helt enkelt en riktigt intressant historia, så vi bestämde oss för att göra en låt om det. | „ |
| – Richard Z. Kruspe | |   |

Ett påskägg finns på skivan, nämligen om man före första låten börjar spola bakåt. Då kan man få höra en inspelning från planet Japan Airlines Flight 123, en Boeing 747 som den 12 augusti 1985 kraschade in i ett berg, vilket ledde till att 520 av de 524 ombordvarande avled. På vissa versioner av skivan behöver man inte spola tillbaka något före första låten utan påskägget startar automatiskt före låten "Reise, Reise".

## Låtlista
Alla låtar är skrivna av Rammstein.
1. "Reise, Reise" – 4:12
2. "Mein Teil" – 4:33
3. "Dalai Lama" – 5:39
4. "Keine Lust" – 3:43
5. "Los" – 4:24
6. "Amerika" – 3:47
7. "Moskau" (med Viktoria Fersh) – 4:17
8. "Morgenstern" – 4:00
9. "Stein um Stein" – 3:53
10. "Ohne dich" – 4:32
11. "Amour" – 4:51

### Bonusspår på den japanska utgåvan
1. "Mein Teil (You Are What You Eat Edit)" – 4:06
2. "Amerika (Digital Hardcore Mix)" – 3:49